# غلتک‌های مقدس
غلتک‌های مقدس (انگلیسی: Holy Rollers) یک فیلم مستقل در ژانر جنایی به کارگردانی کوین اش است که در سال ۲۰۱۰ منتشر شد.

## بازیگران
- جسی آیزنبرگ
- آری گرینر
- الیزابت مارول
- هلی آیزنبرگ
- جاستین بارتا
- مارک ایوانیر
- دیوید وادیم
- اوری فیفر